# 가브로슈

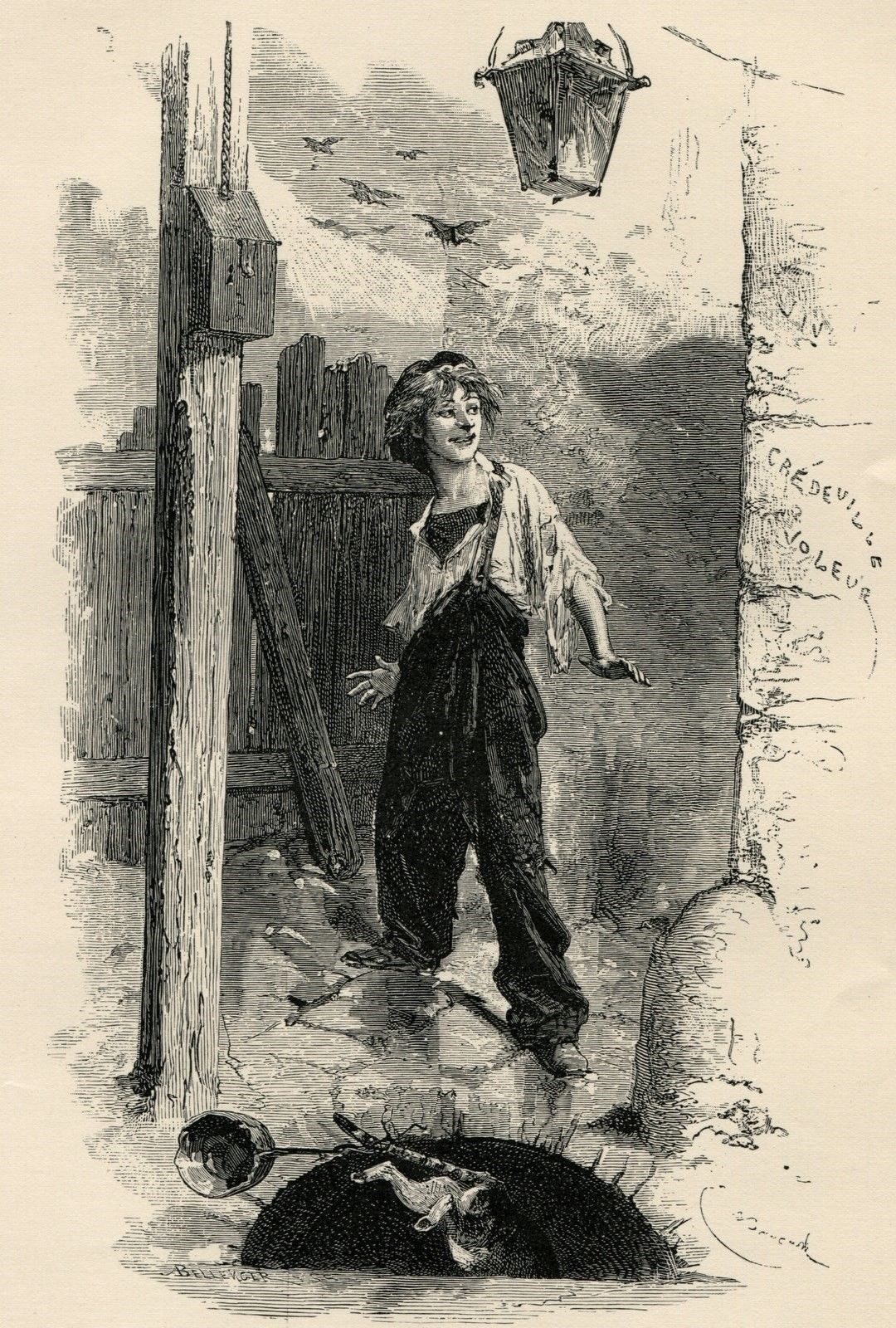
에밀 바야르가 그린 《레 미제라블》 속 가브로슈 삽화

가브로슈(Gavroche)는 소설 《레 미제라블》의 등장인물이다. 테나르디에 부부의 세 아들중 한 명이다. 정의로운 마음을 가졌지만 엉뚱한 소년이다.